# 桑原町 (岡崎市)
桑原町（くわばらちょう）は、愛知県岡崎市の町名である。丁番を持たない単独町名であり、15の小字が設置されている。

## 地理
岡崎市の北西部に位置する。

### 河川
- 巴川
  - 桑原川

### 小字
| - 字石亀（いしがめ） - 字稲場（いなば） - 字大沢（おおさわ） - 字大曲り（おおまがり） - 字奥入（おくいり） | - 字上ノ垣内（かみのがいと） - 字香山（かやま） - 字嶋崎（しまざき） - 字存西田（ぞんざいだ） - 字備後（びんご） | - 字南稲場（みなみいなば） - 字南屋下（みなみやした） - 字門立（もだち） - 字屋那場（やなば） - 字緑陽台（りょくようだい） |

## 世帯数と人口
2019年（令和元年）5月1日現在の世帯数と人口は以下の通りである。
| 町丁   | 世帯数  | 人口    |
| ------ | ------- | ------- |
| 桑原町 | 504世帯 | 1,720人 |

### 人口の変遷
国勢調査による人口の推移
| 1995年（平成7年）  | 373人   | [ 5 ] |  |
| 2000年（平成12年） | 353人   | [ 6 ] |  |
| 2005年（平成17年） | 737人   | [ 7 ] |  |
| 2010年（平成22年） | 803人   | [ 8 ] |  |
| 2015年（平成27年） | 1,614人 | [ 9 ] |  |

## 小・中学校の学区
市立小・中学校に通う場合、学区は以下の通りとなる。
| 区域                             | 小学校             | 中学校               |
| -------------------------------- | ------------------ | -------------------- |
| 字緑陽台、字大沢のうち通称奥山田 | 岡崎市立細川小学校 | 岡崎市立新香山中学校 |
| その他                           | 岡崎市立奥殿小学校 | 岡崎市立新香山中学校 |

## 歴史
額田郡桑原村を前身とする。

### 沿革
- 1889年（明治22年）10月1日 - 町村制施行。奥殿村・桑原村・川向村・宮石村・渡通津村・日影村が合併し、奥殿村大字桑原となる[11]。
- 1906年（明治39年）5月1日 - 合併に伴い、岩津村大字桑原となる[12]。
- 1928年（昭和3年）5月1日 - 町制施行に伴い、岩津町大字桑原となる[12]。
- 1955年（昭和30年）2月1日 - 岡崎市へ編入し、同市桑原町となる[12]。
- 1985年（昭和60年） - 一部を細川町へ編入[12]。
- 1988年（昭和63年） - 一部を奥殿町へ編入[12]。

## 施設
- 桑原神社
- 龍渓院 – 字大沢
- 正観寺
- 桑原町公民館
- 香山の里集会場
- 緑陽台集会所
- 岡崎市立新香山中学校
- あさひこ幼稚園
- 岡崎市花園体育センター
- カヌー練習場[13]

## ギャラリー
- 巴川沿いにあるカヌー練習場
- 岡崎市花園体育センター
- 大沢山龍渓院
- 桑原町字緑陽台に造成された住宅団地「緑陽台」[14]
- 緑陽台中央公園

## その他

### 日本郵便
- 郵便番号 : 444-2141[3]（集配局：岡崎郵便局[15]）。

## 参考資料
- 「角川日本地名大辞典」編纂委員会 編『角川日本地名大辞典 23 愛知県』角川書店、1989年3月8日。ISBN 4-04-001230-5。
- 有限会社平凡社地方資料センター 編『日本歴史地名大系第23巻 愛知県の地名』平凡社、1981年。ISBN 4-582-49023-9。
- 新編岡崎市史編さん委員会 編『新編岡崎市史 総集編 20』1993年。